# كيفين مكينا
كيفين مكينا (مواليد 21 يناير 1980 في كالغاري - كندا) لاعب كرة قدم كندي يلعب حاليا لصالح نادي الدرجة الأولى كولن الألماني منذ 2007 في مركز قلب الدفاع كما يجيد اللعب في مركز الوسط المحوري والمهاجم .

## روابط خارجية
- كيفين مكينا على موقع الاتحاد الدولي (مؤرشف)  (الإنجليزية)
- كيفين مكينا على موقع قاعدة بيانات كرة القدم.إي يو (الإنجليزية)
- كيفين مكينا على موقع بيانات كرة القدم. دي إي (الألمانية)
- كيفين مكينا على موقع ناشيونال فوتبول تيمز (الإنجليزية)
- كيفين مكينا على موقع Soccerbase.com (لاعب) (الإنجليزية)
- كيفين مكينا على موقع عالم كرة القدم.نت (الإنجليزية)
- كيفين مكينا على موقع كووورة